# Железнодорожный мост у станции Волга
Железнодорожный мост у станции Волга. Находится на перегоне Волга — Кобостово участка Сонково — Рыбинск Северной железной дороги.

## Мост 1871 года

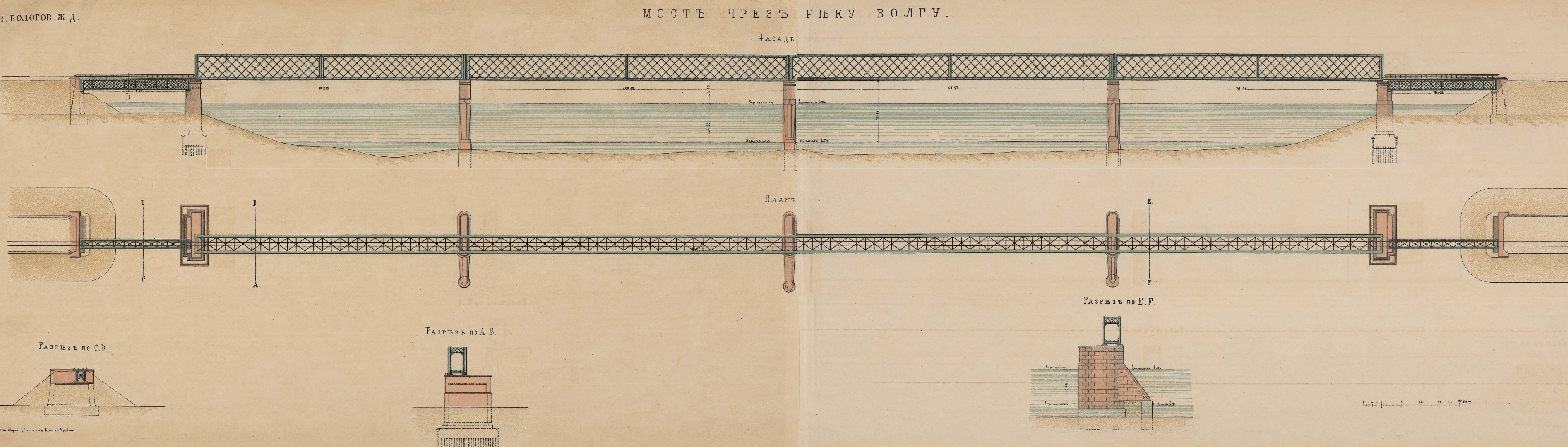
Чертёж моста. 1870-е годы

В 1850-х годах появились первые проекты строительства новой железнодорожной линии, которая свяжет Рыбинск и Санкт-Петербург. В 1868 году решение о строительстве было утверждено императором Александром II и 19 сентября 1868 года в Рыбинске было торжественно объявлено начало строительства. В январе 1869 года было согласовано решение, что железная дорога до Рыбинска будет начинаться от станции Бологое Николаевской железной дороги, а не станции Осеченка, как предполагалось ранее. Тогда же было создано частное акционерное общество «Рыбинско-Бологовская железная дорога», которое осуществляло строительство и дальнейшее владение дорогой в следующие 85 лет, то есть до 1954 года. Строительство велось высокими темпами. На всём протяжении железной дороги требовалось построить 167 мостов, крупнейшим из которых должен был стать мост через Волгу в 25 верстах западнее Рыбинска. В марте 1869 года из-за границы прибыли фермы двух средних пролетов моста. 4 июня 1870 года состоялось открытие железной дороги. Однако в первое время движение поездов через Волгу осуществлялось по временному плавучему мосту. 
Проект моста был выполнен французской фирмой Ernest Goüin et Cie, она же осуществляла строительство. Работы производились под руководством французского инженера Ганселена рабочими из России. Конструкция моста — неразрезная балочная решётчатая ферма. Мост состоял из пролётов: двух береговых по 15,5 саженей каждый, двух пролётов в 40 саженей и двух — в 49,5 саженей: 15,5 + 40 + 2х49,5 + 40 + 15,5. 
Мост был освидетельствован по предписанию департамента железных дорог и открыт 19 января 1871 года. Инженер Краснопольский так описывал мост: «Сооружение это по колоссальности своей и отменному выполнению, особенно сборке железных частей, должно быть отнесено к числу самых замечательных построек России, и, по свидетельству французского инженера Ганселена, работы проводились исключительно русскими мастерами и рабочими, коих по искусству и трудолюбию он редко встречал в других государствах Европы». Мост стал вторым железнодорожным мостом через Волгу после Тверского, открытого в 1850 году.
После прихода большевиков к власти в Советской России в апреле 1918 года были национализированы казённые железные дороги, а в сентябре 1918 года – частные железные дороги. Все они, и в том числе, Московско-Виндавско-Рыбинская железная дорога, были переданы в ведение Народного комиссариата путей сообщений. 
В связи со строительством Рыбинского гидроузла верхнее пролётное строение моста снято; опоры не разобраны и стесняют судовой ход. На опорах этого моста установлены опоры ЛЭП ВЛ-110 кВ.

## Мост 1938 года
В октябре 1935 года вблизи Рыбинска у деревни Переборы, там, где Шексна впадала в Волгу, началось сооружение Рыбинского гидроузла. 7 декабря 1935 года для строительства Угличского и Рыбинского гидроузлов (Волгострой) был создан Волголаг НКВД. Уже в январе 1936 года в нём числилось около 20 0000 человек. В 1936-1938 годах формировалась инфраструктура стройки.
В 1938 году Волгостроем НКВД СССР построен новый железнодорожный мост. Он был возведён в нескольких метрах севернее и ниже по течению, при этом использована старая насыпь. Опоры возвели шириной, достаточной для двухпутного моста, однако мост построили однопутный.
Четырёхпролётный мост с железобетонными арками (каждая весом 4250 т, объёмом 1700 м³). Длина пролётов 124 м. Второй и третий пролёты, считая от правого берега — судоходные (во второй для судов идущих вниз, в третий — вверх). Высота 15,5 м от нормального подпорного уровня. 
В 2002—2004 годах проводился ремонт моста.